# Павловка (Аткарский район)
Павловка — деревня в Аткарском районе Саратовской области России. Входит в состав Барановского муниципального образования.

## География
Деревня находится в восточной части района, в пределах Приволжской возвышенности, в степной зоне, на берегах реки Большой Колышлей, на расстоянии примерно 7 километров (по прямой) к востоку от города Аткарска. Абсолютная высота — 156 метров над уровнем моря.
Климат
Климат характеризуется как умеренно континентальный с холодной малоснежной зимой и жарким сухим летом. Средняя многолетняя температура самого холодного месяца (января) составляет −12,3°С, температура самого тёплого (июля) 21,1°С. Среднегодовое количество атмосферных осадков — 400 мм.
Часовой пояс
Деревня Павловка, как и вся Саратовская область, находится в часовой зоне МСК+1. Смещение применяемого времени относительно UTC составляет +4:00.

## Население
| 2010 |
| ---- |
| 0    |

## Улицы
Уличная сеть деревни состоит из одной улицы (ул. Овражная).